# 酒田正敏
酒田 正敏（さけだ まさとし、1937年9月28日 - 1996年3月4日）は、日本の歴史学者。元明治学院大学教授。専門は日本近代史。法学博士（東京都立大学 (1949-2011)、1979年）（学位論文「近代日本における対外硬運動の研究」）。鹿児島県出身。

## 略歴
1963年、上智大学法学部法律学科卒業、1969年、東京都立大学大学院博士課程満期退学。東京都立大学助手を経て、1972年から明治学院大学法学部専任講師、1975年同助教授、1981年同教授。

## 活動
- 宮地正人『日露戦後政治史の研究』とともに、日本近代政治史研究に「対外硬」という視角を導入した。
- 『伊藤博文関係文書』・『上原勇作関係文書』・『徳富蘇峰関係文書』など、史料編纂・刊行に尽力し功績を残した。

## 著書
- 『近代日本における対外硬運動の研究』　（東京大学出版会、1978年）

## 編書
- 『徳富蘇峰関係文書』全3巻　（山川出版社、1982年・1985年・1987年）